# Richard De Smet
Pour les articles homonymes, voir de Smet.
Richard Vital Nestor Ghislain De Smet, né le 14 avril 1916 à Montignies-sur-Sambre, près de Charleroi (Belgique) et mort le 2 mars 1997 à Bruxelles, était un prêtre jésuite belge, missionnaire en Inde et indianiste de renom.

## Biographie
Richard De Smet est le fils de Jules De Smet et de Marie Compère. Après des études au Collège du Sacré-Cœur de Charleroi, il entre dans la Compagnie de Jésus le 23 septembre 1934. Il poursuit sa formation spirituelle et philosophique en Belgique avant de partir en Inde en 1946 : il est destiné à la mission du Bengale. À la fin de ses études de théologie à Kurseong (Darjeeling) il est ordonné prêtre le 21 novembre 1948 par l’archevêque de Calcutta, Ferdinand Perier.
Fort intéressé par la philosophie indienne il étudie, à Calcutta, le sanscrit sous la direction de Georges Dandoy. Au congrès philosophique de 1950 il assiste à une conférence du grand philosophe (et futur président de l’Inde) S. Radhakrishnan qui lui fait découvrir Shankaracharya, le sage hindou du VIIIe siècle. Cependant, au contraire de Radhakrishnan qui le présente comme penseur rationaliste, De Smet voit en Shankara un théologien subordonnant la raison humaine au Divin qui se révèle.
Il passe trois ans (1950-1953) à l’université grégorienne de Rome pour y faire un doctorat en théologie qu’il obtient avec une thèse dont le titre est The theological method of Shankara. Bien que non publié le texte circule parmi les indianistes, et modifie les opinions traditionnelles sur le philosophe vedantin indien. 
Revenu en Inde en 1954 De Smet y enseigne à Jnana Deepa Vidyadeep (dans le diocèse de Pune), un centre national de formation et d’études philosophiques des jésuites d'Asie du sud. Il y passera toute sa vie. Enseignant au départ les matières traditionnelles de tout séminaire catholique, il y introduit progressivement des éléments de philosophie indienne et, en particulier un cours sur Sâmkhya.
En 1968 il y ouvre un département d’études indiennes et, de 1968 à 1975, il met au point un syllabus d’études indiennes (Guidelines in Indian philosophy) pour une étude progressive de l’héritage philosophique indien, de la période védique à Shankara.
De Smet est par ailleurs très actif dans le milieu des philosophes et indianistes. Il participe aux congrès des différentes associations philosophiques du pays, nationale et régionales, y faisant des exposés fort appréciés. On ne manque pas non plus de l’accuser parfois de ‘zèle missionnaire déplacé’. Sa compétence intellectuelle et son sens pédagogique font cependant qu’il est invité dans de nombreuses universités, séminaires et ashrams (dont le Sivananda Ashram (en) de Rishikesh qu’il visite fréquemment). Il collabore au dictionnaire philosophique marathi (‘Marathi Tattvajnana Mahakosa’) dont il est finalement le plus prolifique contributeur: 68 articles. 
Sa grande ouverture religieuse fait qu’il est invité également par les Sikhs, auxquels il parle de 'Guru Nanak et Jésus’, et par les musulmans de l’université Jamia Millia Islamia (en) de Delhi. Il est en contact avec les Jains de Pune pour lesquels il écrit des articles comparant Mahavir et Jésus. Il contribue également au dialogue interreligieux encouragé par l’Église catholique après le concile Vatican II. Avec d’autres, comme Henri Le Saux, J.A. Cuttat, et Francis Acharya, il en était en fait le précurseur.

## Œuvres
La contribution majeure de De Smet en Indologie est son interprétation nouvelle du grand philosophe vedantin Shankara. Lorsque Shankara affirme que le Réel est un, il le faut comprendre comme ‘Cause unique originelle’. Rien d’autre ne peut être appelé ‘être’ dans le même sens. Lorsque Brahma est dit ‘nirguṇa’ (‘sans forme’) cela n’implique pas qu’il soit impersonnel, mais plutôt qu’il est ‘Personnalité absolue’. ‘Māya’ ne peut non plus être interprété comme réduisant la personne humaine et la création à une simple illusion. Ces perspectives ouvrent la porte à un riche dialogue théologique entre Shankara et le christianisme.
Excellent pédagogue et fort apprécié de ses étudiants, De Smet a préféré - une option faite explicitement au début de sa carrière - écrire des articles, répondant à des demandes et questions particulières lui venant d’Hindous, de Jains, de Sikhs, de Musulmans et de non-chrétiens en général plutôt que de produire quelques grandes œuvres magistrales. Ainsi sa bibliographie officielle comprend 222 articles, et quelques livres seulement.
Richard De Smet meurt inopinément à Bruxelles le 2 mars 1997, alors qu’il était en visite dans son pays natal.